# Cottonwood-Verde Village, Arizona
Cottonwood-Verde Village je naseljeno područje za statističke svrhe u američkoj saveznoj državi Arizona. Prema popisu stanovništva iz 2010. u njemu je živjelo. stanovnika.